# Conde (Bahia)

Bezirk Conde in Bahia Brasilien

Conde ist ein brasilianischer Municipio im Bundesstaat Bahia. Am 1. April 2007 hatte Conde eine Bevölkerung von 22.034 Einwohnern bei einer Gesamtfläche von 951 km². Neben dem Hauptort Conde gibt es auch den 6 km entfernt liegenden Fischerort Sitio do Conde, der zum gleichen Bezirk gehört.
Durch die Autostraße Linha Verde wurde Conde und Sitio do Conde mit dem 162 km entfernten Salvador da Bahia verbunden und hat sich seitdem zu einem touristischen Zentrum der Region entwickelt. Es gibt neben den wunderbaren Sandstränden eine ausgebaute touristische Infrastruktur mit Pensionen und Restaurants. Eine lokale Attraktion stellt die ca. 30 Meter hohe Düne von Cavalo Russo dar. Außerdem befindet sich in ca. 12 km Entfernung der kleine Badeort Itariri, welcher an einer Flussmündung des gleichnamigen Flusses Itariri liegt. Der Ort wird auch Barra do Itariri genannt.

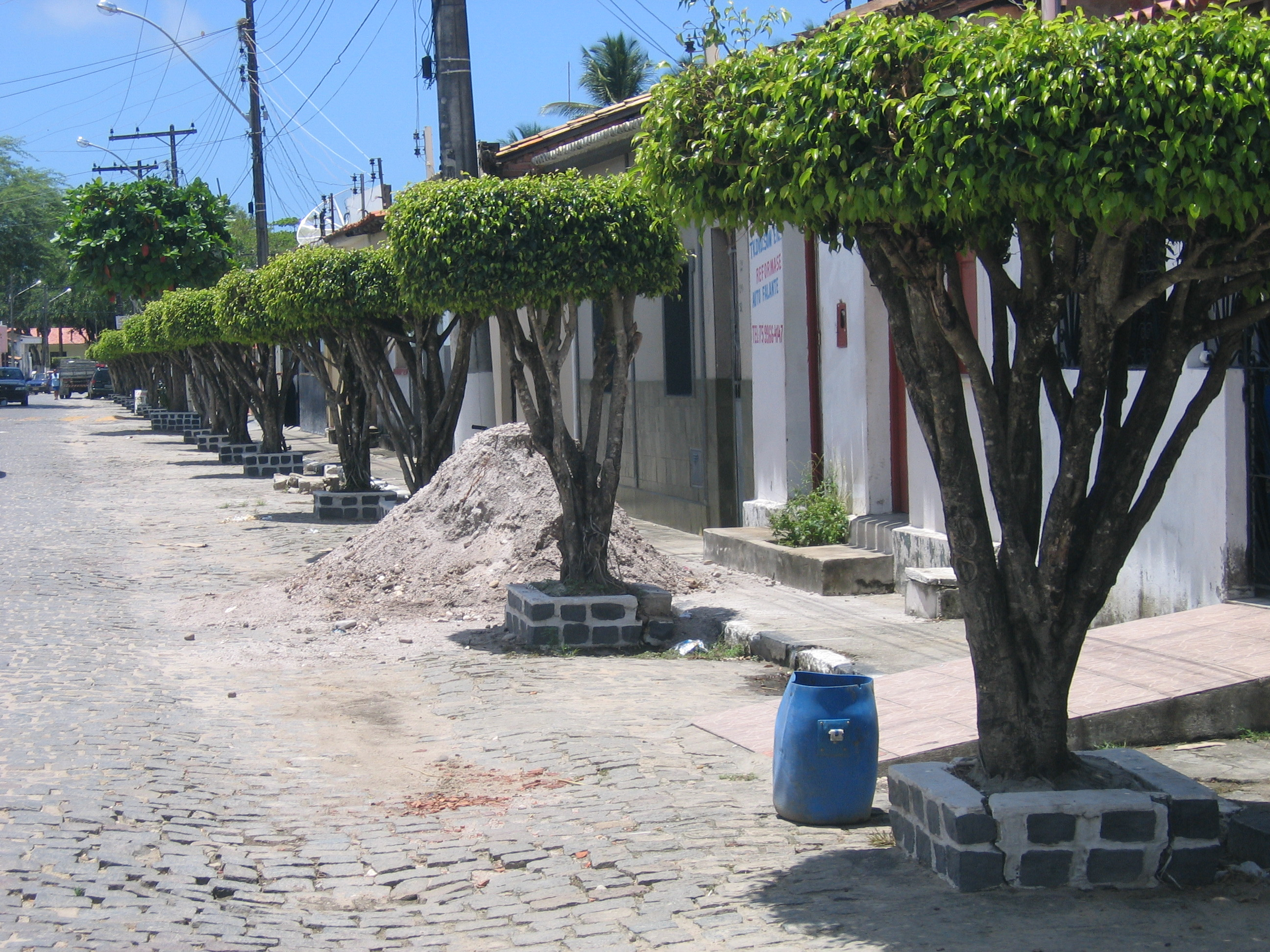
Stadtbild in Conde in Bahia
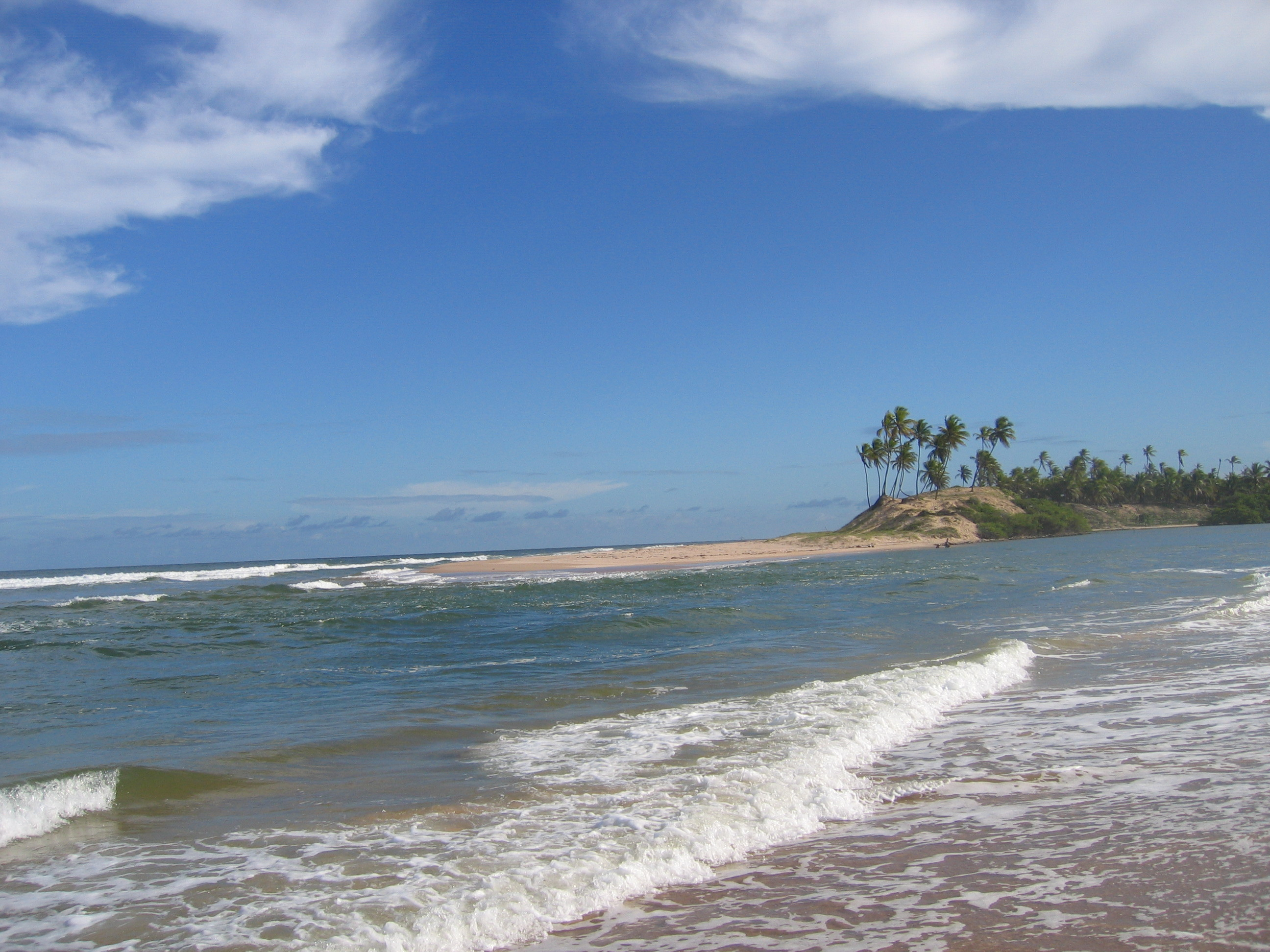
Blick auf die Barra de Itariri in der Nähe von Sitio do Conde